# Pescanova
Pescanova — испанская рыболовная компания, которая базируется в городе Редондела, Галисия. Группа компаний Pescanova действует в 24 странах мира, обладает персоналом в 12 400 сотрудников. В апреле 2013 года компания подала заявку о начале процедуры банкротства из-за существенных проблем с ликвидностью, 23 мая 2014 процедура банкротства была снята.

## История
Pescanovaбыла основана в 1960 году Хосе Фернандесом Лопесом в городе Виго. В 1961 году было построено судно «Lemos», являющееся первым в мире морозильным судном, введение которого в эксплуатацию оказало существенное влияние на развитие мировой рыбной промышленности.
Pescanova достаточно быстро получила популярность, благодаря передовой технологии для полной переработки рыбы, которая осуществлялась непосредственно на корабле-плавучем заводе. В 1963 году были построены два кормовых траулера, "Vimianzo" и "Villalba", первые испанские суда, которые вели промысел с кормы, а не с борта. Это стало новой революцией, увеличившей рыболовный потенциал Pescanova. Подобная практика обработки рыбы не была распространена в Испании в то время. Бизнес-модель успешно работала и приводила к постоянному росту Pescanova, что сделало ее одной из крупнейших компаний в рыбацкой промышленности. К концу 1960-х годов компания Pescanova уже владела флотом из ста рыболовных судов, осуществлявших промысел по всему миру.
В 1970-е годы компания Pescanova существенно укрепила свои позиции и расширила деятельность на международных рынках, инвестируя в разработку новых направлений и создание предприятий в различных странах, способствовавших развитию местных сообществ. Она организовала крупнейшую в Испании логистическую сеть доставки замороженной продукции, насчитывавшую 60 рефрижераторных и 100 термоизолированных грузовых автомобилей, что обеспечило распределение продуктов по всей территории страны. К концу 1970-х годов Pescanova стала крупнейшим судовладельцем среди западных стран, благодаря чему Галисия и Испания заняли лидирующие места в мировой рыбной отрасли. Именно в этот период был создан фирменный персонаж компании — Родольфо Лангостино, а также утверждён девиз бренда Pescanova: «Lo bueno sale bien» («хорошие вещи идут хорошо»).
В 1980 году Мануэль Фернандес де Суза-Фару, сын основателя, возглавил компанию, став ее президентом и организовал реструктуризацию, в результате которой Pescanova стала трансконтинентальным гигантом. В 1985 году компания начала торговаться на Мадридской фондовой бирже. С более чем 120 рыбацкими лодками и 150 000 тоннами рыбных продуктов, продаваемых на мировом рынке каждый год, Pescanova вошла в топ-5 компаний мира в своем секторе. Помимо объектов в Испании компания создала свои заводы в 21 стране мира, в числе которых — Португалия, Никарагуа, Намибия и Гондурас. 
В 1990-х годах компания Pescanova значительно расширила деятельность и подтвердила свою приверженность устойчивому развитию, вложив значительные усилия в аквакультуру, начав выращивать лосося в Чили, креветок на юге Испании и тюрбо на севере Испании. В тот же период она основала в Намибии компанию NovaNam Ltd., построив крупнейший на африканском континенте завод по переработке хека, ставший значимым примером поддержки местных сообществ. Также в течение 1990-х годов началась активная деятельность Pescanova на рынках Италии и Соединенных Штатов Америки. Для продвижения и укрепления бренда были созданы рекламные образы: «Capitán Pescanova» (Капитан Песканова) и «Grumete Pescanova» (юнга Песканова), широко известные среди потребителей бренда.
К 2013 году компания имела примерно 3400 сотрудников. 15 апреля 2013 года Pescanova подала в испанский суд иск для защиты от начала процедуры банкротства. По делу компании указываются долги размере 1,5 млрд евро, но финансовые источники говорят, что общий долг компании минимум вдвое превышает указанную сумму, делая компанию третьим по величине долгов банкротом страны. Суд начал рассмотрение дела, сказав, что склоняется к тому, чтобы заменить совет директоров компании.
Pescanova накопила к январю 2014 года суммарный долг в размере 5,8 млрд долларов США, согласно данным национальной комиссии по рынку ценных бумаг. В январе 2014 года три инвестиционные компании проявили интерес к покупке проблемной компании. Заинтересованными инвесторами стали:
- Damm, Luxempart, KKR and Ergon Capital Partners;
- Фонды Centerbridge и Bluecrest vulture;
- Главные банки-кредиторы: Banco Sabadell, Banco Popular, NCG Banco, Bankia, CaixaBank, Santander и BBVA[3].

В настоящее время правление компании и менеджмент противостоят миноритарным акционерам. Директор компании, Луис Ангел Санчес Мерло, подал в отставку 14 января 2014 года.
17 февраля 2014 года Pescanova сообщила об открытии новых кредитных линий в размере 2 млрд евро для реструктуризации старых долгов. Кредиторы были готовы на убытки в размере 60 процентов в обмен на 90-процентную долю в Pontevedra, испанскую часть бизнеса Pescanova.
2 мая 2014 года крупные банки согласились снять процедуру банкротства в отношении Pescanova. Компания смогла продолжить свою работу, оставшись в числе крупнейших предприятий Галисии.
23 мая 2014 года Pescanova вышла из процедуры банкротства, которая длилась 403 дня. План реструктуризации получил поддержку от 65% крупных банков. Компанией продолжила управлять временная администрация вплоть до очередного собрания акционеров.
8 января 2015 года Мануэль Фернандес Суза-Фару понес наказание из-за его роли в финансовом коллапсе Pescanova. В январе 2014 года Фернандес был осужден вместе с Карлосом Турси, Альфонсом  Гарсия и Анджелом Гонсалесом, Альфонсо Пас-Андраде, Фернандо Фернандесем, Робертом Альбертом Уильямсом, Антонио Табоасом, Хоакин Виной, Альфредо Лопесом, который способствовали коллапсу компании.
В 2018 году произошло увеличение капитала компании Abad Overseas (с тремя заводами по переработке креветок на юго-востоке Индии) с 15% до 45%, приобретение компании Unickfish в Южной Африке для розничных продаж, а также перезапуск бренда Rodolfo Langostino с новой линейкой замороженных и охлажденных креветок.
В 2019 году был поставлен первый корабль нового флота, Lalandii 1, предназначенный для лова хека в Намибии. Исследователи Nueva Pescanova Group впервые в истории замкнули цикл воспроизводства осьминогов в аквакультуре. Начался переход к возобновляемым источникам энергии на заводах Группы с установкой первой солнечной фотоэлектрической станции в Намибии. Состоялась премьера документального фильма "The City Born from the Sea", освещающего работу компании в области корпоративной социальной ответственности (КСО) на примере развития города Людериц (Намибия). Компания была признана ведущей мировой рыболовной компанией за вклад в Цели устойчивого развития (ЦУР).
12 октября 2020 года Высший суд Испании признал компанию BDO виновной в фальсификации учета фирмы Pescanova.